# Rufus R. Dawes

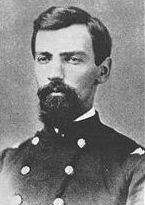
Rufus R. Dawes

Rufus R. Dawes (* 4. Juli 1838 in Malta, Morgan County, Ohio; † 2. August 1899 in Marietta, Ohio) war ein US-amerikanischer Politiker. Zwischen 1881 und 1883 vertrat er den Bundesstaat Ohio im US-Repräsentantenhaus.

## Leben
Rufus Dawes war der Urenkel von William Dawes (1745–1799), einem Kämpfer im Unabhängigkeitskrieg. Er besuchte die öffentlichen Schulen seiner Heimat. Im Jahr 1860 absolvierte er das Marietta College. Während des Bürgerkrieges diente er im Heer der Union, in dem er bis 1865 bis zum Brevet-Brigadegeneral aufstieg. Er nahm an mehreren Schlachten, darunter auch die Schlacht von Gettysburg, und Feldzügen teil. Nach dem Krieg stieg Dawes in Marietta in das Holzgeschäft ein. Politisch schloss er sich der Republikanischen Partei an.
Bei den Kongresswahlen des Jahres 1880 wurde Dawes im 15. Wahlbezirk von Ohio in das US-Repräsentantenhaus in Washington, D.C. gewählt, wo er am 4. März 1881 die Nachfolge von George W. Geddes antrat. Da er im Jahr 1882 nicht bestätigt wurde, konnte er bis zum 3. März 1883 nur eine Legislaturperiode im Kongress absolvieren. Nach dem Ende seiner Zeit im US-Repräsentantenhaus betätigte er sich wieder im Holzgeschäft. Er starb am 2. August 1899 in Marietta, wo er auch beigesetzt wurde. Sein Sohn Charles (1865–1951) war von 1925 bis 1929 Vizepräsident der Vereinigten Staaten. Ein anderer Sohn, Beman (1870–1953), wurde ebenfalls Kongressabgeordneter für Ohio.